# Johannes Cotto
Johannes Cotto, también conocido como John Cotton, Johannes Cottonius o Johannes Afflighemensis, (fl. c. 1100) fue un teórico de la música, posiblemente de origen inglés, lo más probable es que trabajase en el sur de Alemania o Suiza. Escribió De musica, uno de los tratados más influyentes de la música de la Edad Media, que incluye pautas extraordinariamente precisas para componer canto llano y organum.

## Vida
Casi nada se sabe de su vida. De hecho su identidad ha sido objeto de controversias entre los estudiosos. Anteriormente se pensaba que era de Lorena o de Flandes, sobre la base de una dedicatoria que hizo en su tratado, pero otras evidencias más recientes sugieren que podría haber sido un tal John Cotton de Inglaterra que trabajaba al servicio de un abad llamado Fulgencio en o cerca de Saint Gall (en la actual Suiza). Algunas de las pruebas más contundentes son el conocimiento que tenía de las peculiaridades del canto en esa región, así como de la notación musical sólo encontradas en el sur de Alemania, y su uso de los antiguos nombres de los modos griegos como el frigio y mixolidio, algo que se hacía principalmente en Alemania.

## Obra
La producción más destacada de Cotto se da en el campo de la teoría musical pero pudo haber sido también compositor, aunque la música que se le atribuye no se ha conservado. Sus pautas para componer melodías, con sus cuidadosas y prácticas instrucciones sobre el ritmo, la posición de las notas agudas y graves así como la utilización de figuraciones reconocibles en los diferentes niveles de altura parecen dar a entender que él mismo tenía experiencia componiendo.

### De musica
Su obra De musica fue uno de los tratados de música de la época medieval más copiados y difundidos, con algunos ejemplares aparecidos incluso después de 1400. Lo más probable es que fuese escrito alrededor de 1100 y sus comentarios, ejemplos y sugerencias se corresponden estrechamente con la música contemporánea de la Escuela de San Marcial de Limoges y el Codex Calixtinus, igual que el material recogido en el tratado Ad organum faciendum (también conocido como el "Tratado de Milán") de la misma época.
De musica se compone de 27 capítulos y abarca una amplia gama de cuestiones musicales. Al contrario que la mayoría de los tratados medievales, se evitan en gran medida las especulaciones metafísicas y en lugar de eso constituye una especie de guía práctica para el músico práctico. Gran parte del material procede de Guido de Arezzo, Boecio, Odón de Cluny, Isidoro de Sevilla y Hermannus Contractus.
Después de los capítulos dedicados a la notación griega, el timbre musical, los efectos éticos y morales de los modos musicales y la composición de canto, el tratado incluye la sección más interesante para los estudiantes de aquella época: una descripción detallada acerca de cómo componer organum. La mayoría de sus ejemplos son del tipo nota-contra-nota y muestran cómo finalizar en una 5.ª o una 8.ª mediante una buena conducción de las voces. Cotto hace hincapié en la importancia del movimiento contrario, una práctica que difiere del organum paralelo de los siglos anteriores (aunque es probable que refleje una práctica de aquel tiempo, en ausencia de testimonios manuscritos del siglo XI es difícil saber en qué fecha tiene lugar el paso de un predominio del organum paralelo al movimiento contrario).
Un pasaje en De musica que ha atraído mucho la atención de los estudiosos es la descripción de organum cantado con varias notas en la voz organal frente a una nota en el canto inferior. Es uno de los primeros ejemplos de polifonía escapando del encorsetamiento que suponía el uso de la técnica nota-contra-nota.